# مجرى وسطاني
مجرى وسطاني قرية سوريّة تتبع إداريّاً لمحافظة حلب منطقة منبج ناحية مركز منبج، بلغ تعداد سكانها 331 نسمة حسب التعداد السكاني لعام 2004.